# توریجا، بویانوواچ
توریجا، بویانوواچ (به لاتین: Turija (Bujanovac)}} یک منطقهٔ مسکونی در صربستان است که در Bujanovac واقع شده‌است.

## خصوصیات
توریجا ۴۰۰ نفر جمعیت دارد.